# L'Île-Cadieux
L'Île-Cadieux, även Île-Cadieux, är en stad (kommun av typen ville) i provinsen Québec i Kanada. Den ligger på ön île Cadieux i Lac des Deux Montagnes, i regionen Montérégie, i den sydöstra delen av landet, 130 km öster om huvudstaden Ottawa.
Kommunen är officiellt tvåspråkig (franska och engelska), med franskspråkig majoritet vid folkräkningen 2021.